# Halictus kiwuensis
Halictus kiwuensis är en biart som beskrevs av Embrik Strand 1911. Halictus kiwuensis ingår i släktet bandbin, och familjen vägbin. Inga underarter finns listade i Catalogue of Life.